# کریستوفر هلمن
کریستوفر هلمن (انگلیسی: Christopher Hellmann؛ زادهٔ ۱۶ اکتبر ۱۹۹۲) بازیکن فوتبال اهل آلمان است.